# Humberto de la Rosa
Humberto de la Rosa fue un primer actor de cine, teatro y televisión, guionista, autor y director teatral argentino.

## Carrera
Recurrido actor de reparto De la Rosa cubrió varios papeles secundarios en más de 15 películas argentinas. Entre ellas se mencionan El mozo número 13 (1941) con Tito Lusiardo, Héctor Coire y Rosa Catá; Despertar a la vida (1945) protagonizada por Elisa Christian Galvé y Roberto Airaldi; Las zapatillas coloradas (1952) con Alfredo Barbieri y Don Pelele; Pobre pero honrado (1955) junto a Pepe Iglesias, Beatriz Taibo y Francisco Álvarez; Historia de una soga  (1956) junto a Hilda Bernard; Los hipócritas (1965) estelarizada por Tita Merello y Jorge Salcedo; y Coche cama, alojamiento (1967) con Juan Carlos Altavista, Alfredo Barbieri, Nelly Beltrán y Susana Campos.
Trabajó de la mano de directores de primera talla como Leopoldo Torres Ríos, Belisario García Villar, Mario Soffici, Enrique Carreras, Ignacio Tankel, Enrique Cahen Salaberry, Homero Cárpena, Leo Fleider, Julio Porter, Carlos Rinaldi, Enrique De Thomas, entre otros. También intervino como guionistas para las películas Los millones de Semillita (1950) dirigida por Frederic Bernheim D'Acosta, y en colaboración con Homero Cárpena; Stella Maris (1953) de la que también actuó; y en la inédita Soy del tiempo de Gardel (1954) de la que también fue autor.
En televisión integró el elenco estable del programa Los trabajos de Marrone encabezado y conducido por José Marrone. También trabajó en El teatro de Myriam de Urquijo en episodios como Todo comienza hoy, La boca del sapo, y el Plato de sopa. Su último trabajo en la pantalla chica argentina fue en Los especiales de ATC.
En teatro formó una compañía teatral cómica junto con Homero Cárpena. Intervino en decenas de obras teatrales como La casa de los Batallán dirigida por Antonio Cunill Cabanellas con Luisa Vehil y Luis Arellano, Facundo, La casta Susana, Ladroncito de mi alma, Yo soy del tiempo de Gardel, Presencia, Ollantay, La hermana Josefina, Mandinga en la sierra y La divisa punzó. Además dirigió la obra La virgencita de madera en dos oportunidades.

## Filmografía
Como actor:
- 1968: Maternidad sin hombres
- 1967: Coche cama, alojamiento.
- 1966: La mujer de tu prójimo
- 1965: Los hipócritas
- 1956: Alejandra
- 1956: África ríe
- 1956: Historia de una soga como Humberto
- 1955: Canario rojo
- 1955: Pobre pero honrado
- 1953: Stella Maris
- 1952: La muerte en las calles
- 1952: Las zapatillas coloradas
- 1949: La tierra será nuestra
- 1948: Rodríguez, supernumerario
- 1945: Despertar a la vida
- 1942: Sendas cruzadas
- 1941: El mozo número 13 como Ladrón

Como guionista:
- 1954: Soy del tiempo de Gardel
- 1953: Stella Maris
- 1950: Los millones de Semillita

Como autor:
- 1954: Soy del tiempo de Gardel
- 1950: El cielo en las manos

## Televisión
- 1981: Los especiales de ATC.
- 1973: El teatro de Myriam de Urquijo.
- 1960/1963: Los trabajos de Marrone.

## Teatro
Como director:
- La virgencita de madera, con la Compañía Don Pelele- Dorita Burgos.

Como actor
- Pan criollo (koilich)
- La casta Susana
- Ladroncito de mi alma
- Petit cafe
- Yo soy del tiempo de Gardel
- Españoles en América (Actor)
- Presencia
- Ollantay
- Calandria
- Una mujer libre
- La hermana Josefina
- Servidumbre
- Crimen en borrador
- Martín Vega
- Mandinga en la sierra
- La divisa punzó
- Cyrano de Bergerac
- La casa de los Batallán. Estrenada en el Teatro Cervantes.
- Facundo. En el Teatro Cervantes.
- La tía de Carlos